# Dunkin’ Donuts
Dunkin’ Donuts – amerykańska sieć barów typu fast food, specjalizująca się w produkcji pączków, ciastek oraz kawy.
Dunkin’ Donuts zostało założone przez Williama Rosenberga. Pierwszy bar powstał w 1950 roku w Quincy, w stanie Massachusetts, w Stanach Zjednoczonych.

## Dunkin’ Donuts w Polsce
Sieć rozpoczęła działalność w Polsce w 1996, jednak w 2002 wycofała się z rynku. Wznowiła tu swoją działalność w 2015 roku i ponownie zakończyła w 2018.